# Piazzetta dei Leoncini

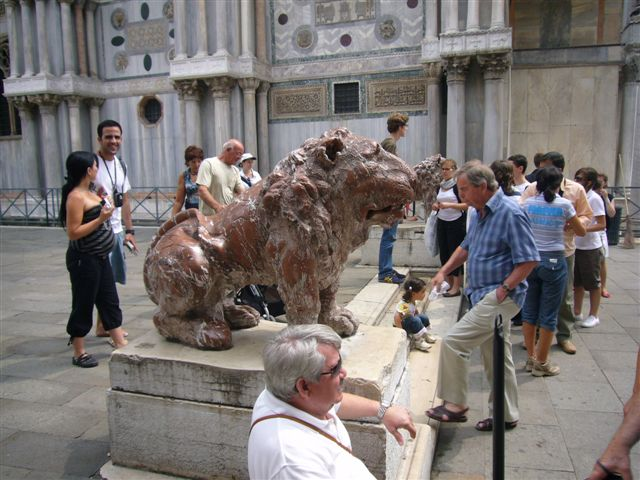
Unul din leii de piatră aflaţi în piaţă.

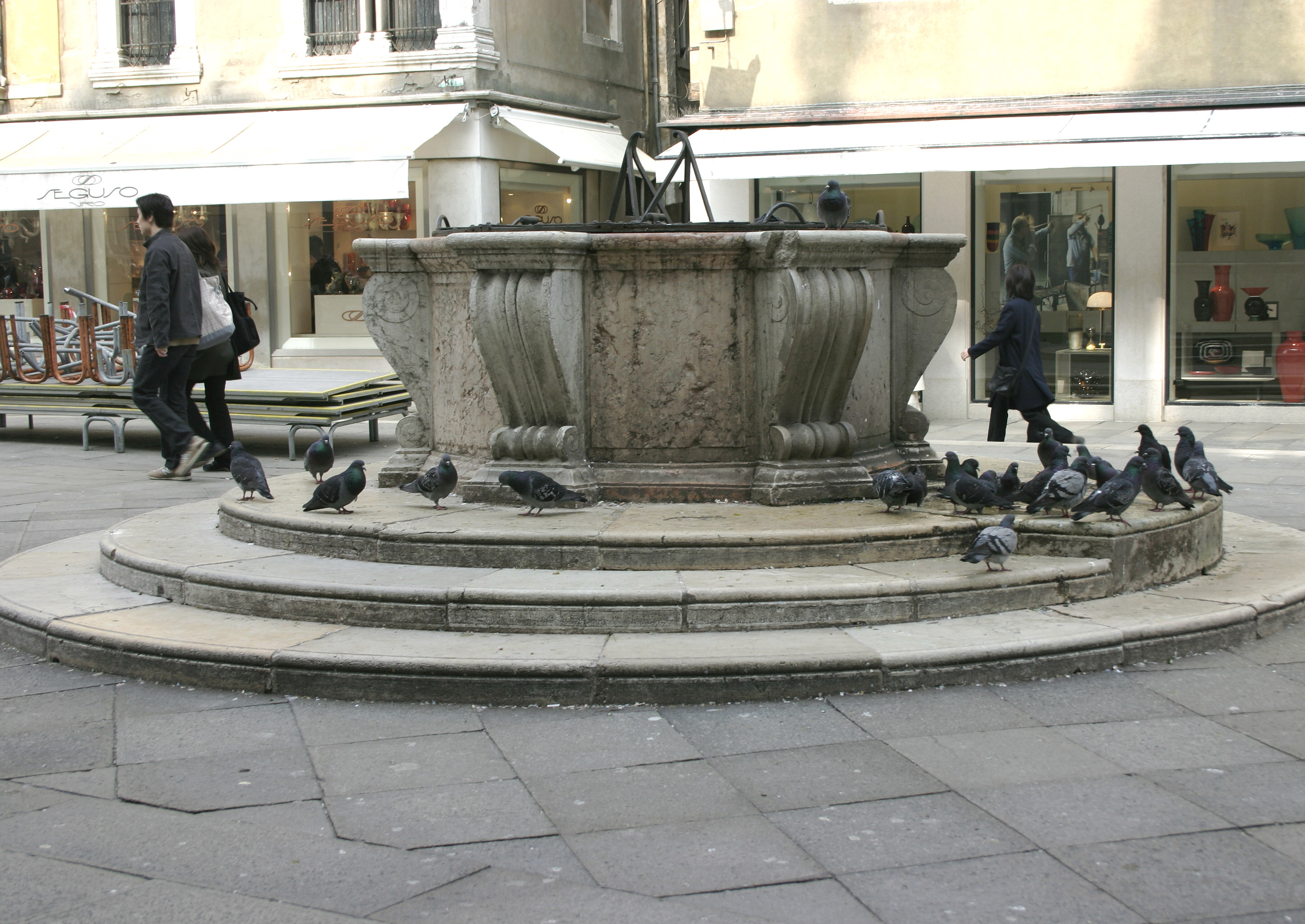
Fântâna din centrul pieței.

Piazzetta dei Leoncini este o piață mică din Veneția, anexată complexului Pieței San Marco. Situată în capătul de nord-est al acesteia, ea este cuprinsă între fațada de nord a Bazilicii San Marco, Palatul Patriarhal și biserica San Basso.

## Caracteristici
Piața este caracterizată printr-un nivel central mai înalt, pe care sunt amplasate două statui de lei ghemuiți, cunoscuți sub numele de leoncini și care au dat numele actual al pieței. Cele două sculpturi, realizate în 1722 de Giovanni Bonazza (1654-1736), sunt din marmură roșie de Cottanello (provenind din localitatea omonimă aflată în provincia Rieti) și nu din marmură roșie de Verona (așa cum se indică în mod eronat pe soclu). În centrul pieței se află o fântână, unicul puț de apă din întregul complex al Pieței San Marco.

## Istoric
Zona pieței a început să dobândească forma actuală în anul 828, când au început lucrările de construcție ale bazilicii San Marco, reconstruită apoi în 987.
Cu toate acestea, în perioada 1050-1094, după construirea celei de-a treia bazilici San Marco și a bisericii San Basso în 1076, limitele actualei piețe au fost mai bine definite.
În 1156, odată cu îngroparea în subteran a canalului Rio Batario și extinderea Pieței San Marco, Piazzetta dei Leoncini s-a transformat într-o prelungire a pieței principale. În secolul al XVII-lea s-a amenajat latura de est a pieței, odată cu construirea aripii Palatului Ducal către sala de banchete a apartamentelor ducale.
În 1722 au fost plasați în piață cei două lei din piatră care i-au dat numele actual, în timp ce între 1837 și 1870 a fost consolidat aspectul final prin reconstrucția Palatului Patriarhal, ce a încorporat aripa veche a Palatului Ducal care avea fațada principală în piață. 